# كأس ديفيز 1957
كأس ديفيز 1957 (بالإنجليزية: 1957 Davis Cup)‏ هو الموسم 46 من  كأس ديفيز. فاز فيه منتخب أستراليا لكأس ديفيز.